# Ј
Ј, Ј̇, ј（称呼为 јэ, je）是一个在塞尔维亚语、黑山语、马其顿语、阿尔泰语和基尔丁萨米语使用的西里尔字母。另外，阿塞拜疆语在苏联时期也使用这个字母。

## 字母的次序
在塞尔维亚语、黑山语字母中排第11位，在马其顿语字母中排第12位，在阿尔泰语字母中排第35位。

## 音值
在塞尔维亚语、黑山语、马其顿语和阿塞拜疆语通常为 /j/，在阿尔泰语通常为 /ʤ/ 或 /ɟ/。

## 字符编码
| 字符编码 | Unicode | ISO 8859-5 | KOI8-C |
| -------- | ------- | ---------- | ------ |
| 大写 Ј   | U+0408  | A8         | B8     |
| 小写 ј   | U+0458  | F8         | A8     |

## 参看
- ȷ（不带点的小写j）
- Й й（西里尔字母）
- J j（拉丁字母）
- Ϳ ϳ（希臘字母）

1. ↑  Karadžić, Vuk Stefanović. Pismenica serbskoga iezika, po govoru prostoga narod’a, 1814.